# Шабля Йосипа Гладкого

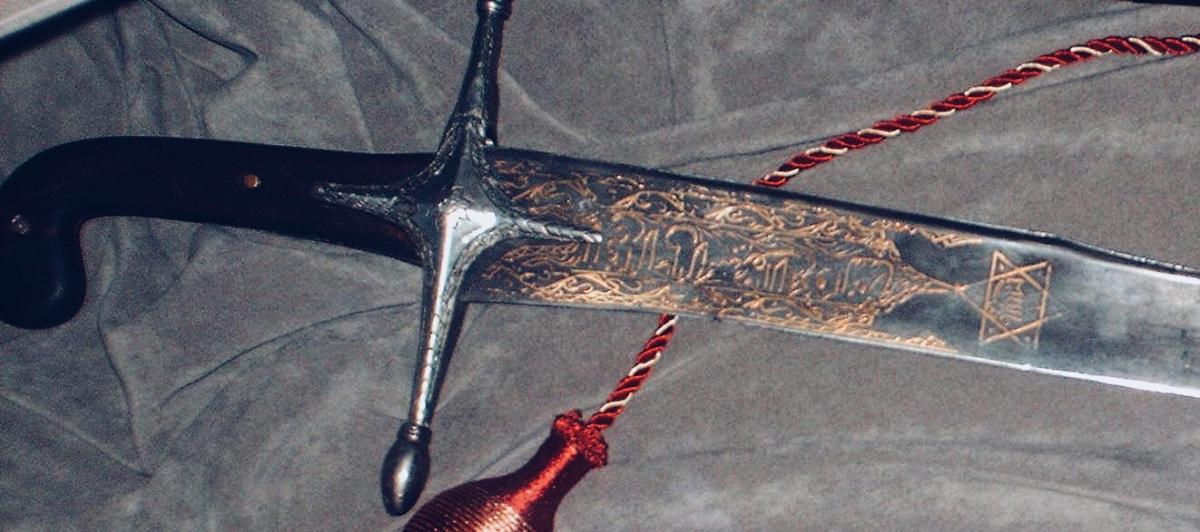
Деталь шаблі Йосипа Гладкого

Шабля Йосипа Гладкого — визначний зразок українського зброярства кін. 18-поч.19 ст., пам'ятка історії та культури, інкрустована високопробним золотом та сріблом.

## Опис
Шабля типу килидж. На думку зброєзнавця Дениса Тоїчкіна ця шабля виготовлена у Туреччині в кін. 18-поч.19 ст. Шабельний клинок виготовлений зі сталі, інкрустований золотом та сріблом. Написи на клинку арабською та перською мовами, виконані золотою насічкою. Ближче до руків'я напис "Немає молодця окрім Алі, немає меча окрім Зульфікару". Поряд шестикутна зірка з арабським написом по центру "Що завгодно Аллагу". Вздовж обуха шаблі напис, який невдалось перекласти. Руків'я щаблі було виготовлене зі слонової кістки, але пізніше втрачене. У 2000 р. проведена реставрація руків'я, нове руків'я було виготовленого з дерева. Піхви дерев'яні, оправа срібна. 

## Історія шаблі
За свідченням Дмитра Яворницького, шаблю останньому кошовому отаману задунайських козаків Йосипу Гладкому особисто подарував турецький султан. На думку зброєзнавця Дениса Тоїчкіна, шабля була подарована Йосипу Гладкому султаном Махмудом ІІ. У другій пол. 19 ст. шаблю Йосипа Гладкого віднайшов відомий історик запорізького козацтва Дмитро Яворницький у маєтку Василя Гладкого -- сина Йосипа Гладкого. Після знахідки шабля була описана в 1888 р. у книжці Дмитра Яворницького «Запорожье в остатках старины», також був опублікований її малюнок. Василь Йосипович Гладкий передав шаблю батька на зберігання до історичного музею Катеринослава, який очолював Дмитро Яворницький. За іншою версією, шаблю до музею передав у 1908 р. Степан Гладкий -- онук отамана Йосипа Гладкого.
Іван Шаповал -- співробітник музею в Катеринославі писав, що в часи визвольних змагань 1918-1920 рр. шаблею Йосипа Гладкого двічі намагався заволодіти отаман Нестор Іванович Махно. Першого разу Дмитро Яворницький видав Нестору Махну іншу шаблю, назвавши її шаблею Йосипа Гладкого. Коли Нестор Махно вдруге намагався заволодіти шаблею, вона вже була надійно схована Дмитром Яворницьким.
На думку Дениса Тоїчкіна? після Другої світової війни шабля опинилась в Закарпатському краєзнавчому музеї, звідки неатрибутивна була передана до Харківського історичного музею в 1951 р. У 2008 р. шаблю атрибутував Денис Тоїчкін у фондах Харківського історичного музею.

## Місця зберігання
- Дніпропетровський національний історичний музей імені Дмитра Яворницького -- до 1941 р. Шабля експонувалась біля великого портрета Йосипа Гладкого.
- Закарпатський обласний краєзнавчий музей імені Тиводара Легоцького -- до 1951 р.
- Харківський історичний музей імені М. Ф. Сумцова -- після 1951 р.